# Noble Art
Noble Art és un documental francès creat per Pascal Deux, creat el 2001.

## Argument
En el món de la boxa, l'intent de tornar al ring de Fabrice Bénichou, excampió del món.

## Repartiment
- Fabrice Bénichou
- Jean Molina
- Michel Pisaneschi
- Michel Chemin

## Reconeixement
- 2003: 56è Festival Internacional de Cinema de Canes (programació ACID)